# Герб Малі
Герб Малі — один з офіційних символів держави Малі. Затверджений 20 жовтня 1973 року. Це щит блакитного кольору, на якому зображені основні символи держави: мечеть, стерв'ятник у польоті, золоте сонце та національна зброя — біді луки. Девіз республіки «Un peuple, un but, une foi» («Один народ, одна ціль, одна віра») вписаний у щит.